# Camponotus monardi
Camponotus monardi är en myrart som beskrevs av Santschi 1930. Camponotus monardi ingår i släktet hästmyror, och familjen myror. Inga underarter finns listade.